# Ramal de Marina
El ramal de Marina fue un ramal de ferroviario de ancho ibérico, propiedad de RENFE, entre los municipios de San Adrián de Besós y Barcelona (distritos de San Martín y Ciudad Vieja). Este ramal era el último tramo de la línea Barcelona-Mataró y fue parte de la primera línea de ferrocarril de la península ibérica. El término de este ramal se encontraba en la llamada Estación de Cercanías, anexa a Barcelona Estación de Francia, y en la última etapa de su existencia circularon trenes de la línea 1 de Cercanías Barcelona. El último tren que circuló por este ramal lo hizo el 31 de mayo de 1989, con un viaje simbólico del Tren del Centenario.
El ramal contaba con dos estaciones intermedias entre la de Cercanías y San Adrián del Besós: las de Bogatell y Pueblo Nuevo (en catalán Poblenou). La línea también se prolongaba por el sur, cruzando el Puerto de Barcelona (línea de Vilanova), hasta la estación del Morrot, en el pie del de Montjuïc. 
En 1965 un grupo de empresarios, encabezados por Pere Duran Farell, presidente de Catalana de Gas, presentó el Plan de la Ribera, que pretendía la recalificación a residencial de los terrenos industriales de Pueblo Nuevo, desmantelando las instalaciones ferroviarias para abrir la ciudad al mar y regenerar una zona degradada por múltiples asentamientos barraquistas, como Pequín, el Somorrostro y el Campo de la Bota. El proyecto, apoyado por RENFE, no prospreró al considerarse demasiado especulativo por la oposición vecinal. En 1969 el Ministerio de Obras Públicas presentó el Plan de Enlaces Ferroviarios de Barcelona, que también planteaba la eliminación del ramal de Marina y todas sus estaciones.
Finalmente, el ramal fue eliminado en 1989 para liberar 40 hectáreas de suelo de la costa del Pueblo Nuevo, con el fin de construir la Villa Olímpica y abrir la Ronda del Litoral. Se eliminaron 4 km de vías en la fachada del litoral de Barcelona, abriendo la ciudad al mar y regenerando una zona muy degradada.
Tras la supresión del ramal de Marina, el enlace de la línea del Maresme con Barcelona se realizó con la construcción del  ramal Besós, entre la estación de San Adrián del Besós y La Sagrera.